# Nelly Bay
Nelly Bay är en ort i Australien. Den ligger i kommunen Townsville och delstaten Queensland, omkring 1 100 kilometer nordväst om delstatshuvudstaden Brisbane. Antalet invånare är 973.
Trakten är tätbefolkad. Närmaste större samhälle är Townsville, omkring 13 kilometer söder om Nelly Bay. 
Savannklimat råder i trakten. Genomsnittlig årsnederbörd är 1 076 millimeter. Den regnigaste månaden är mars, med i genomsnitt 273 mm nederbörd, och den torraste är september, med 4 mm nederbörd.